# 格陵兰大学
格陵兰大学是位于格陵兰努克的大学。课程大多用丹麦语授课，少数用格陵兰语。该大学在2015年招收了大约650名学生，几乎都是本地居民，还有14名教学人员（职员总共19名）。大学在2007年及之前位於1738年建立的Herrnhut宣教站，并于2008年1月迁至大学城Ilimmarfik。大学预算为1480万丹麦克朗。

## 院系设置
大学有4个系：
- 管理与经济系
- 语言、文学和传媒系
- 文化和社会历史系
- 神学系

除神学系有两位教员外，其他系均有四位教员。

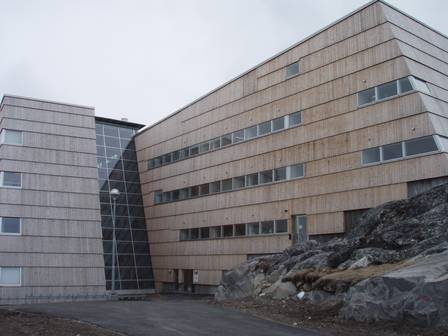
格陵兰努克的Ilimmarfik大学校园

大学所有系均可授予学士学位，并且除神学系外的所有系均可授予硕士学位。博士学位课程亦有开设，一度有5位学生参加。

## 图书馆
大学的图书馆藏书约20000册。

## 外部連結
- 格陵兰大学网站 （页面存档备份，存于）

64°11′27″N 51°41′46″W / 64.190833333333°N 51.696111111111°W